# Number Ones (álbum de Michael Jackson)
Number Ones é uma coletânea do cantor norte-americano Michael Jackson, lançada em 18 de novembro de 2003 pela Epic Records. Number Ones foi o primeiro álbum de grandes êxitos de Jackson com a Epic Records, após o lançamento do disco um de HIStory: Past, Present and Future, Book I (1995). O álbum inclui singles de Jackson que alcançaram o topo de múltiplas tabelas ao redor do mundo. Number Ones também contém o último single original lançado durante a vida de Jackson, "One More Chance", lançado quatro dias antes do lançamento do álbum.
Number Ones foi um grande sucesso ao redor do mundo, originalmente alcançando o número um no Reino Unido, dentre outros países. O álbum eventualmente retornou ao topo da tabela britânica após a morte repentina de Jackson em 2009 e tornou-se o álbum mais vendido dos Estados Unidos por seis semanas não consecutivas, bem como permaneceu no topo da tabela estadunidense Top Pop Catalog Albums por vinte e sete semanas naquele ano. No entanto, como um título de "catálogo", Number Ones foi inicialmente excluída da Billboard 200, a tabela principal de álbuns nos Estados Unidos, negando a Jackson um sétimo álbum número um na tabela. As regras que impediam projetos lançados há mais de 18 meses de aparecer na Billboard 200 foram posteriormente alteradas no outono de 2009 devido o sucesso póstumo de Jackson e o relançamento da discografia remasterizada de The Beatles.
Com Number Ones, Jackson foi o primeiro artista a vender mais de um milhão de downloads de músicas em uma semana. O álbum também foi o terceiro mais vendido de 2009 nos Estados Unidos, de acordo com a Nielsen Soundscan, e o nono álbum mais vendido mundialmente, de acordo com a IFPI. Em 2021, Number Ones já havia recebido o certificado de platina quíntupla pela Recording Industry Association of America (RIAA). No American Music Awards de 2009, venceu dois prêmios - Álbum Favorito de Pop/Rock e Álbum Favorito de Soul/R&B. Um dos álbuns mais vendidos do século XXI, a coletânea vendeu mais de dez milhões de cópias mundialmente.
| Críticas profissionais                                                      | Críticas profissionais |
| Avaliações da crítica                                                       | Avaliações da crítica  |
| Fonte                                                                       | Avaliação              |
| --------------------------------------------------------------------------- | ---------------------- |
| AllMusic                                                                    | [ 2 ]                  |
| Guardian Unlimited                                                          | [ 3 ]                  |
| Rolling Stone                                                               | [ 4 ]                  |
| Esta tabela precisa de ser acompanhada por texto em prosa. Consulte o guia. |                        |

## Lista de faixas

### Versão Estadunidense
| Number Ones — Versão estadunidense |                                                                                            |                                                                                |         |  |
| N.º                                | Título                                                                                     | Compositor(es)                                                                 | Duração |  |
| 1.                                 | "Don't Stop 'Til You Get Enough" (2003 Edit) (do álbum Off the Wall)                       | Michael Jackson                                                                | 3:56    |  |
| 2.                                 | "Rock with You" (de Off the Wall)                                                          | Rod Temperton                                                                  | 3:40    |  |
| 3.                                 | "Billie Jean" (do álbum Thriller)                                                          | Michael Jackson                                                                | 4:54    |  |
| 4.                                 | "Beat It" (de Thriller)                                                                    | Michael Jackson                                                                | 4:17    |  |
| 5.                                 | "Thriller" (2003 Edit) (de Thriller)                                                       | Rod Temperton                                                                  | 5:11    |  |
| 6.                                 | "I Just Can't Stop Loving You" (com Siedah Garrett) (do álbum Bad)                         | Michael Jackson                                                                | 4:11    |  |
| 7.                                 | "Bad" (de Bad)                                                                             | Michael Jackson                                                                | 4:06    |  |
| 8.                                 | "Smooth Criminal" (de Bad)                                                                 | Michael Jackson                                                                | 4:18    |  |
| 9.                                 | "The Way You Make Me Feel" (de Bad)                                                        | Michael Jackson                                                                | 4:56    |  |
| 10.                                | "Dirty Diana" (de Bad)                                                                     | Michael Jackson                                                                | 4:40    |  |
| 11.                                | "Man in the Mirror" (de Bad)                                                               | Siedah Garrett, Glen Ballard                                                   | 5:03    |  |
| 12.                                | "Black or White" (Edição de single) (com L.T.B.) (de Dangerous)                            | Michael Jackson; letras de rap de Bill Bottrell                                | 3:18    |  |
| 13.                                | "You Are Not Alone" (Edição de rádio) (do álbum HIStory: Past, Present and Future, Book I) | R. Kelly                                                                       | 4:34    |  |
| 14.                                | "Earth Song" (Edição de rádio) (de HIStory: Past, Present and Future, Book I)              | Michael Jackson                                                                | 5:01    |  |
| 15.                                | "You Rock My World" (Edição de rádio) (do álbum Invincible)                                | Michael Jackson, Rodney Jerkins, Fred Jerkins III, LaShawn Daniels, Nora Payne | 4:25    |  |
| 16.                                | "Break of Dawn" (de Invincible)                                                            | Michael Jackson, Elliot "Dr. Freeze" Straite                                   | 5:29    |  |
| 17.                                | "One More Chance" (Inédita)                                                                | R. Kelly                                                                       | 3:49    |  |
| 18.                                | "Ben" (Edição ao vivo de 1981) (do álbum The Jacksons Live!)                               | Donald Black, Walter Scharf                                                    | 2:48    |  |

### Versão Internacional
| Number Ones — Versão internacional |                                                                                            |                                                                                |         |  |
| N.º                                | Título                                                                                     | Compositor(es)                                                                 | Duração |  |
| 1.                                 | "Don't Stop 'Til You Get Enough" (2003 Edit) (do álbum Off the Wall)                       | Michael Jackson                                                                | 3:56    |  |
| 2.                                 | "Rock with You" (de Off the Wall)                                                          | Rod Temperton                                                                  | 3:40    |  |
| 3.                                 | "Billie Jean" (do álbum Thriller)                                                          | Michael Jackson                                                                | 4:54    |  |
| 4.                                 | "Beat It" (de Thriller)                                                                    | Michael Jackson                                                                | 4:17    |  |
| 5.                                 | "Thriller" (2003 Edit) (de Thriller)                                                       | Rod Temperton                                                                  | 5:11    |  |
| 6.                                 | "Human Nature" (de Thriller)                                                               | Steve Porcaro, John Bettis                                                     |         |  |
| 7.                                 | "I Just Can't Stop Loving You" (com Siedah Garrett) (do álbum Bad)                         | Michael Jackson                                                                | 4:11    |  |
| 8.                                 | "Bad" (de Bad)                                                                             | Michael Jackson                                                                | 4:06    |  |
| 9.                                 | "The Way You Make Me Feel" (de Bad)                                                        |                                                                                | 4:56    |  |
| 10.                                | "Dirty Diana" (de Bad)                                                                     | Michael Jackson                                                                | 4:40    |  |
| 11.                                | "Smooth Criminal" (de Bad)                                                                 | Michael Jackson                                                                | 4:17    |  |
| 12.                                | "Black or White" (Edição de single) (com L.T.B.) (de Dangerous)                            | Michael Jackson; letras de rap de Bill Bottrell                                | 3:18    |  |
| 13.                                | "You Are Not Alone" (Edição de rádio) (do álbum HIStory: Past, Present and Future, Book I) | R. Kelly                                                                       | 4:34    |  |
| 14.                                | "Earth Song" (Edição de rádio) (de HIStory: Past, Present and Future, Book I)              | Michael Jackson                                                                | 5:01    |  |
| 15.                                | "Blood on the Dance Floor" (do álbum Blood on the Dance Floor: HIStory in the Mix)         | Michael Jackson, Teddy Riley                                                   | 4:11    |  |
| 16.                                | "You Rock My World" (Edição de rádio) (do álbum Invincible)                                | Michael Jackson, Rodney Jerkins, Fred Jerkins III, LaShawn Daniels, Nora Payne | 4:25    |  |
| 17.                                | "Break of Dawn" (de Invincible)                                                            | Michael Jackson, Elliot "Dr. Freeze" Straite                                   | 5:29    |  |
| 18.                                | "One More Chance" (Inédita)                                                                | R. Kelly                                                                       | 3:49    |  |

## Singles
"One More Chance" foi lançada em 20 de novembro de 2003, como o único single inédito do disco, a canção não foi um grandes sucesso comercial como as canções anteriores de Michael, porem fez o artista entrar em diversas parada musicais pelo mundo, chegando ao top 10 na Italia, Espanha e Reino Unido. A canção foi escrita pelo astro do R&B R. Kelly, e produzida pelo próprio interprete.